# Lista parcurilor naționale din Slovacia
Există nouă parcuri naționale în Slovacia:
| * | = parte a programului UNESCO Omul și Biosfera |

| Nume                                                   | Nume în slovacă               | Imagine | Localizare                                                                                                   | Înființat         | Suprafață |
| ------------------------------------------------------ | ----------------------------- | ------- | --- | ----------------- | --------- |
| Parcul Național Carstul Slovac* www.slovensky-kras.eu  | Národný park Slovenský kras   |         | Carstul Slovac (regiunea Košice) 48°36′0″N 20°37′0″E / 48.60000°N 20.61667°E                                 | 13 februarie 2002 | 34.611 ha |
| Parcul Național Fatra Mare                             | Národný park Veľká Fatra      |         | Munții Fatra Mare (regiunile Žilina și Banská Bystrica) 48°58′48″N 19°5′24″E / 48.98000°N 19.09000°E         | 1 aprilie 2002    | 40.371 ha |
| Parcul Național Fatra Mică www.npmalafatra.sk          | Národný park Malá Fatra       |         | Munții Fatra Mică (regiunea Žilina) 49°11′42″N 19°1′32″E / 49.19500°N 19.02556°E                             | 1 aprilie 1988    | 22.630 ha |
| Parcul Național Câmpia Muránska www.npmp.sk            | Národný park Muránska planina |         | Câmpia Muránska (regiunea Banská Bystrica) 48°46′0″N 19°59′20″E / 48.76667°N 19.98889°E                      | 1 octombrie 1997  | 20.318 ha |
| Parcul Național Paradisul Slovac www.npslovenskyraj.sk | Národný park Slovenský raj    |         | Paradisul Slovac (regiunile Košice și Prešov) 48°55′0″N 20°21′0″E / 48.91667°N 20.35000°E                    | 18 aprilie 1988   | 19.763 ha |
| Parcul Național Pieniny www.pieniny.sk                 | Pieninský národný park        |         | Munții Pieniny (regiunea Prešov) 49°22′49″N 20°33′19″E / 49.38028°N 20.55528°E                               | 16 ianuarie 1967  | 3.750 ha  |
| Parcul Național Poloniny*                              | Národný park Poloniny         |         | Munții Bukovské (regiunea Prešov) 49°5′17″N 22°34′1″E / 49.08806°N 22.56694°E                                | 1 octombrie 1997  | 29.805 ha |
| Parcul Național Tatra* www.tanap.org                   | Tatranský národný park        |         | Munții Tatra (regiunile Žilina și Prešov) 49°10′0″N 20°10′0″E / 49.16667°N 20.16667°E                        | 1 ianuarie 1949   | 73.800 ha |
| Parcul Național Tatra Joasă www.napant.sk              | Národný park Nízke Tatry      |         | Munții Tatra Joasă (regiunile Žilina, Banská Bystrica și Prešov) 48°56′0″N 19°36′0″E / 48.93333°N 19.60000°E | 14 iunie 1978     | 72.842 ha |